# دریاچه اوریوم
دریاچه اوریوم (انگلیسی: Uryum) یک دریاچه در استان نووسیبیرسک کشور روسیه است.